# یواس‌اس بل ایتالیا (۱۸۶۲)
یواس‌اس بل ایتالیا (۱۸۶۲) (به انگلیسی: USS Belle Italia (1862)) یک کشتی بود که طول آن not known بود.